# Eleição da sede das Copas do Mundo FIFA de 2018 e 2022

Os países da UEFA, da CONCACAF, da AFC e da OFC podem apresentar as suas candidaturas. A CAF está autorizada a candidatar-se apenas para a edição de 2022 e a CONMEBOL desautorizada para as duas edições.

A eleição da sede das Copas, ou Campeonatos, do Mundo FIFA de 2018 e 2022 foi um processo de escolha da Federação Internacional de Futebol (FIFA) dos países organizadores que culminou com a escolha da Rússia para a edição de 2018 e do Qatar para a edição de 2022. As candidaturas foram apresentadas e analisadas em dezembro de 2010, após o Mundial na África do Sul. Os países interessados tiveram como prazo final de entrega das propostas em maio de 2009. Pela primeira vez, deixou de vigorar o sistema de rotação entre continentes. Apesar de haver poucos países capazes de sediar o torneio, o evento regressará ao hemisfério norte, depois das edições de 2010, na África do Sul e de 2014 no Brasil. Uma oferta da confederação de futebol da Oceania, que nunca hospedou a Copa do Mundo, foi também uma possibilidade remota.
Os países que anunciaram o seu interesse incluem Portugal e Espanha (binacional), Austrália, Inglaterra, México, e os Países Baixos, Bélgica e Luxemburgo (candidatura trinacional). O México, porém, retirou sua candidatura em 28 de setembro de 2009 alegando problemas com a situação financeira do país, incapaz de investir na organização de um evento de tal magnitude.
Líderes políticos da Austrália anunciaram que apoiariam uma proposta para o país abrigar a Copa do Mundo de 2018. A possibilidade de o país se candidatar a sediar o torneio foi discutida em um encontro anual entre o governo federal e os chefes dos oito estados e territórios do país, informa a Agência Reuters. "Todos os governos concordaram entusiasmadamente que, se a entidade nacional, a Federação Australiana de Futebol, montar uma candidatura para a Copa do Mundo de 2018, todos os governos irão apoiá-la", afirmou o primeiro-ministro John Howard a repórteres em Canberra.
Em 23 de dezembro de 2008, a Real Federação Espanhola de Futebol anunciou oficialmente a candidatura da Espanha em conjunto com Portugal como sedes do evento em 2018. Portugal confirmou a candidatura em conjunto com a Espanha a 19 de Janeiro de 2009. Porém, surgiram críticas relacionadas com a possível eleição de Portugal como país anfitrião do Campeonato com a Espanha em matérias económicas em que sublinham a fragilidade económica em que Portugal está a atravessar e os custos elevadíssimos que poderá acarretar uma organização de tal tamanho. Por outro lado, Ângelo Brou, secretário-geral da Federação Portuguesa de Futebol, afirmou que Portugal tem capacidades de organizar sozinho o Campeonato Mundial de 2018 dados os estádios já construídos para o Campeonato Europeu de Futebol de 2004. No dia 2 de dezembro de 2010, o Comitê Executivo da Fifa escolheu a Rússia como sede da Copa do Mundo de 2018 e o Catar como sede da Copa de 2022.

## Calendário
Este é o calendário para a seleção da sede das Copas do Mundo de 2018 e 2022:
| Data                   | Notas                                                              |
| ---------------------- | ------------------------------------------------------------------ |
| 15 de janeiro de 2009  | Anúncios formais                                                   |
| 2 de fevereiro de 2009 | Data final para registos de candidaturas                           |
| 16 de março de 2009    | Data final para conclusão dos planos de candidaturas               |
| 14 de maio de 2010     | Data final para apresentação detalhada das candidaturas            |
| 19 de julho de 2010    | Início das inspeções individuais de quatro dias em cada candidatos |
| 17 de setembro de 2010 | Término das inspeções individuais                                  |
| 2 de dezembro de 2010  | Apresentação das sedes escolhidas para 2018 e 2022                 |

## Política de rotação continental
Após a eleição da sede de 2006, a FIFA decidiu uma nova política para determinar os anfitriões das futuras edições. As seis confederações continentais se revezariam para albergar os campeonatos, para uma edição específica, dentro de suas associações nacionais. Este sistema foi iniciado com a seleção de (África do Sul) 2010 e (Brasil) 2014, apenas aberta membros da confederação africana (CAF) e sul-americana (CONMEBOL), respectivamente.
Em setembro de 2007, o sistema de rotação foi objeto de estudo quando foi proposto que apenas as duas últimas confederações acolhedoras da Copa do Mundo ficassem não elegíveis. Esta proposta foi aprovada em 29 de outubro de 2007 em Zurique pelo Comitê Executivo da FIFA. Em virtude desta política, as candidaturas para 2018 podiam somente partir da Concacaf, CAF (Ásia), UEFA, ou CFO, já que África e América do Sul não eram elegíveis.
| “ | A Copa do Mundo é uma matéria muito séria. Haverá bons concorrentes para 2018. O sistema da rotação continuará somente até 2014. A rotação era uma decisão política para assegurar que a Copa do Mundo fosse até à África, se não aquele continente nunca iria tê-la. | ” |

## Candidaturas registradas
Onze candidaturas foram apresentas ao presidente da FIFA Joseph Blatter, contudo duas foram canceladas (Indonésia e México). Das outras nove, as quatro da UEFA (Inglaterra, Rússia, Espanha-Portugal e Bélgica-Países Baixos) são para 2018 e as quatro da Confederação Asiática (Austrália, Japão, Catar e Coreia do Sul) e a da Concacaf (Estados Unidos) são para 2022.
| Bélgica e Países Baixos |                |                      |                      |           |                       |                        |
| Inglaterra              |                |                      |                      |           |                       |                        |
| Rússia                  |                |                      |                      |           |                       |                        |
| Portugal e Espanha      |                |                      |                      |           |                       |                        |
| Candidatos para 2022    | Austrália      |                      |                      |           |                       |                        |
| Candidatos para 2022    | Estados Unidos |                      |                      |           |                       |                        |
| Candidatos para 2022    | Japão          |                      |                      |           |                       |                        |
| Candidatos para 2022    | Catar          |                      |                      |           |                       |                        |
| Candidatos para 2022    | Coreia do Sul  |                      |                      |           |                       |                        |
| Cancelados              | Indonésia      |                      |                      |           |                       |                        |
| Cancelados              | México         | Candidatos para 2018 | Candidatos para 2022 | Cancelado | Ineligíveis para 2018 | Ineligíveis para ambos |

### Austrália
Em Setembro de 2007, a Federação Australiana de Futebol confirmou que o país iria candidatar-se para a realização do Mundial de 2018. Previamente, em Maio de 2006, o ministro dos desportos do estado de Vitória, Justin Madden, afirmou a vontade do seu estado receber num dos seus estádios a competição mundial. Frank Lowy, presidente da Federação Australiana de Futebol, afirmou que existem 16 estádios para a candidatura. O antigo primeiro-ministro australiano, Kevin Rudd anunciou na altura o apoio do governo federal para organizar a competição, caso o país seja escolhido. e em Dezembro de 2008 a ministra federal do desporto Kate Ellis anunciou que o governo investiria 45,6 milhões de dólares americanos para ajudar no processo de construção das infraestruturas.
Durante a 58.ª conferência da FIFA em Sydney, o presidente Sepp Blatter sugeriu que a Austrália organizaria o Mundial apenas em 2022 e não em 2018, mas o presidente da Federação reafirmou o compromisso de organizar em 2018.
No entanto, o país desistiu definitivamente de concorrer para 2018 após rumores de que naquele ano o mundial voltaria para a Europa.

### Bélgica e Países Baixos
Alain Courtois, um membro do parlamento belga, anunciou em Outubro de 2006 que seria feita uma candidatura em nome dos três países do Benelux: Bélgica, os Países Baixos, e o Luxemburgo.
Em Março de 2009, a Bélgica e os Países Baixos registaram a intenção de organizar um dos Mundiais de 2018 e 2022. Uma delegação liderada pelas Associações Belga e Neerlandesa  encontrou-se com o presidente da FIFA Sepp Blatter a 14 de Novembro de 2007, para anunciar oficialmente a intenção dos dois países para receber um dos mundiais( que são uma se ca)propostos.
Em 19 de Maio de 2008, a delegação encontrou-se com o presidente da UEFA Michel Platini, de onde Platini afirmou a sua satisfação se o Mundial voltaria para a Europa.
Um dos factores negativos desta candidatura é a falta de um estádio com capacidade mínima de 80 mil espectadores.
No entanto, a cidade de Roterdão deu autorização para a construção de um novo estádio, pronto a ser utilizado em 2018. Em Setembro de 2009, as cidades-sede foram apresentadas. Do lado belga, sete cidades receberiam os jogos: Antuérpia, Bruges, Bruxelas, Charleroi, Genk, Ghent e Liège. Do lado neerlandês, seriam cinco as cidades: Amesterdão, Eindhoven, Enschede, Heerenveen e Roterdão. Eindhoven iria funcionar como cidade-capital do mundial.
Na história dos eventos desportivos, ficou registada a organização do Campeonato Europeu de 2000 por ambos os países.

### Catar
O Catar, país situado no Médio Oriente, decidiu apresentar a sua candidatura apenas para o ano de 2022. Com apenas 1,6 milhões de habitantes, o país pretende ser o primeiro da Liga Árabe a receber tal competição, tentando aproximar os mundos ocidentais e orientais.

Uma das preocupações desta candidatura são as temperaturas muito elevadas que se registam naquele país. Os Campeonatos Mundiais sempre se realizaram nos intervalos das ligas europeias, Junho e Julho. Naquele período de tempo, as temperaturas no Catar ultrapassam facilmente os 40 °C, nunca baixando para menos de 30 °C. O Sheikh Mohammed bin Hamad bin Khalifa al-Thani, o presidente responsável pela candidatura de 2022 afirmou que está em curso a introdução de uma tecnologia dentro dos estádios de modo a conseguir baixar as temperaturas em cerca de 20 °C."
O presidente da FIFA admitiu apoiar a ideia de um país daquela região em receber um Campeonato do Mundo de Futebol. Afirma que o Médio Oriente merece receber tal competição, pois em 22 países daquela região, nenhum teve a real oportunidade de receber um torneio dessa envergadura, senão o Catar. Blatter ainda afrima que ficou surpreendido com a evolução desta candidatura e reiterou que o país já mostrou ser capaz de organizar tal competição, aquando dos Jogos Asiáticos de 2006.
Esta candidatura foi escolhida e o Catar será assim o anfitrião da edição de 2022.

### Coreia do Sul
A Coreia do Sul decidiu concorrer para este processo sem o Japão, ao contrário do sucedido no Campeonato do Mundo de Futebol de 2002. O país apenas submeteu a sua candidatura para o ano de 2022, tentando tornar-se no primeiro país asiático a receber duas vezes o campeonato. Um dos factores contra esta candidatura é a linha do tempo, pois a Coreia do Sul já organizou recentemente um Mundial. Han Seung-Joo, antigo ministro dos Assuntos Externos, foi referenciado como presidente responsável do processo em Agosto de 2009.
Apesar do país não possuir um estádio com capacidade para 80 mil pessoas, tem possibilidade de aumentar várias arenas disponíveis. Três dos estádios são olímpicos com capacidade para mais de 60 mil pessoas e foram empregues no Mundial de 2002. Em Março de 2010 foram seleccionadas as doze cidades candidatas a receber o campeonato, em caso de selecção: Busan, Cheonan, Daegu, Daejeon, Goyang, Gwangju, Incheon (dois estádios), Jeonju, Jeju, Seul (dois estádios), Suwon e Ulsan.

### Espanha e Portugal
A candidatura luso-espanola para o Campeonato Mundial de Futebol de 2018 é a proposta de candidatura de Portugal e Espanha cujo objectivo é sediar o Campeonato Mundial de Futebol de 2018. A ideia surgiu do presidente da Federação Portuguesa de Futebol mas o primeiro passo oficial veio da Real Federação Espanhola de Futebol que a 23 de Dezembro, formalizou junto do governo espanhol o interesse em organizar a competição em conjunto com Portugal. Portugal confirmou a sua candidatura a 19 de Janeiro de 2009.
A possível candidatura para o Campeonato do Mundo de Futebol de 2018 recebeu críticas negativas e posições contra nomeadamente do Presidente da República de Portugal, Cavaco Silva. O presidente afirmou que Portugal tem outras prioridades sobretudo devido à fragilidade económica que Portugal atravessa devido aos efeitos da Crise financeira económica de 2008.
Analistas desportivos afirmam que se trata de uma candidatura bastante desequilibrada dados que apenas três estádios viriam receber o mundial em apenas duas cidades portuguesas: Lisboa e Porto, havendo quem afirma que Portugal devia desistir desta candidatura para se concentrar numa possível organização dos Jogos Olímpicos de 2020 em Lisboa.[carece de fontes?]

#### O processo

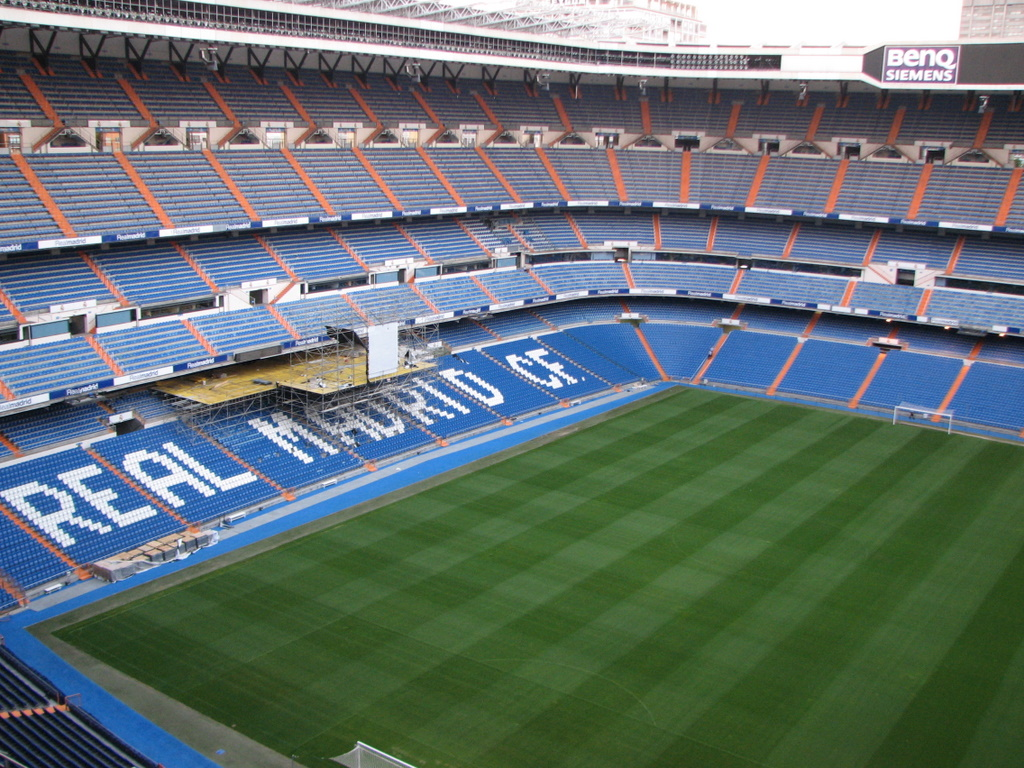
Estádio Santiago Bernabeu, casa do Real Madrid.

Na realidade, a ideia partiu do presidente da Federação Portuguesa de Futebol, Gilberto Madaíl que propôs um participação no processo de candidatura entre Portugal e Espanha. Essa vontade foi confirmado pelo presidente da FIFA, Sepp Blatter a 18 de Fevereiro de 2008. O presidente da Real Federação Espanhola de Futebol, Angel Maria Villar que, a 16 de Julho de 2008, afirmou que era vontade da Federação Espanhola participar no processo de candidatura e que os contactos com Portugal já tinham sido estabelecidos.
Após a sua reeleição, a 23 de Novembro de 2008, Vilar afirmou que um dos seus objectivos primordiais seria trazer o Mundial de Futebol para a Espanha embora ainda não tivesse declarado a sua vontade de organizar o evento em conjunto com Portugal.
Uma das vantagens dos dois países é o facto de oito dos estádios cinco estrelas da FIFA estarem localizados em ambos os países, tratando-se de um dos primeiros factores essenciais para o sucesso da candidatura. Outra vantagem é a relação com a América Latina e com as suas línguas faladas. A América Latina, através da CONACAF, é representada por três membros dos vinte e quatro do Conselho Executivo da FIFA. Em comum, os dois países já organizaram competições de grande envergadura: O Campeonato do Mundo de Futebol de 1982 pela Espanha e o muito aplaudido Campeonato Europeu de Futebol de 2004 por Portugal.

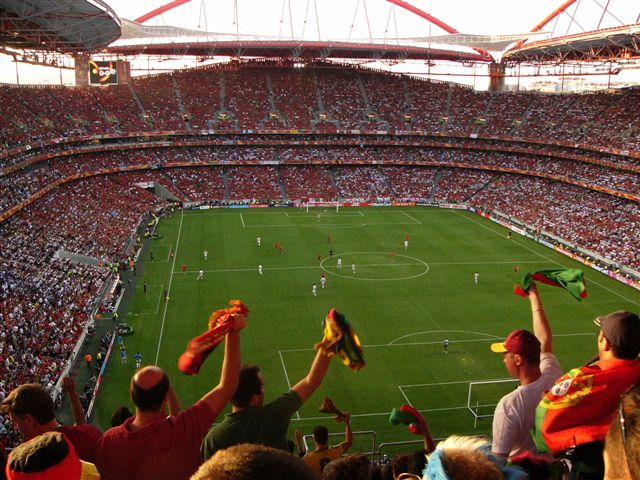
Estádio da Luz, em Lisboa, casa do SL Benfica.

A Espanha planeia modificar os seus doze maiores estádios de futebol. O jogo de abertura poderá ser recebido por Lisboa e o jogo da final deverá ser atribuído a Madrid. As cidades-anfitriãs portuguesas poderão ser Lisboa, Porto, Faro e Braga, embora fosse necessário aumentar a capacidade destes dois últimos estádios em cerca de 10.000 espectadores. As cidades espanholas seriam Madrid, Barcelona, Valência, Sevilla, Corunha e Málaga ou Zaragoza ou Bilbao ou Valladolid.
Villar afirmou ser essencialíssimo apresentar um candidatura forte e coesa. Mas também admitiu que sozinha, a Espanha não poderia organizar tal evento e necessitaria de outro país para acolher o Mundial que, neste caso, é Portugal
A 23 de Dezembro de 2008, a Real Federação de Futebol apresentou oficialmente a vontade de organizar com Portugal o Mundial de 2018. A Federação Portuguesa respondeu e oficializou a sua postura a 19 de Janeiro de 2009.

#### Reacções
Ainda antes de Portugal e Espanha terem declarado oficialmente a candidatura a 19 de Janeiro de 2009, a primeira figura do Estado português e antigo primeiro-ministro, Cavaco Silva, manifestou-se claramente contra tal possibilidade. Afirma o Presidente da República que, "existem outras prioridades" e que é "necessário verificar se Portugal tem todas as condições necessárias para a realização de um Campeonato Mundial ainda que este seja realizado em conjunto com Espanha." 
Já o Governo Português afirmou que apoiará um projecto de candidatura para a realização do Mundial de 2018. Laurentino Dias, o secretário para o Desporto afirmou que uma candidatura conjunta de Portugal e Espanha será (…) de manifesto interesse desportivo e económico para Portugal pois permitirá afirmar o país num evento de grandeza mundial com reflexos positivos no âmbito desportivo, turístico e económico. 
O Sector Turístico do Algarve afirmou com bom grado a possibilidade da região acolher um futuro jogo.
O antigo seleccionador da equipa principal portuguesa de futebol, Carlos Queiroz achou "fantástica" a possibilidade de Portugal poder acolher, em conjunto com Espanha, o Mundial de Futebol em 2018.

### Estados Unidos

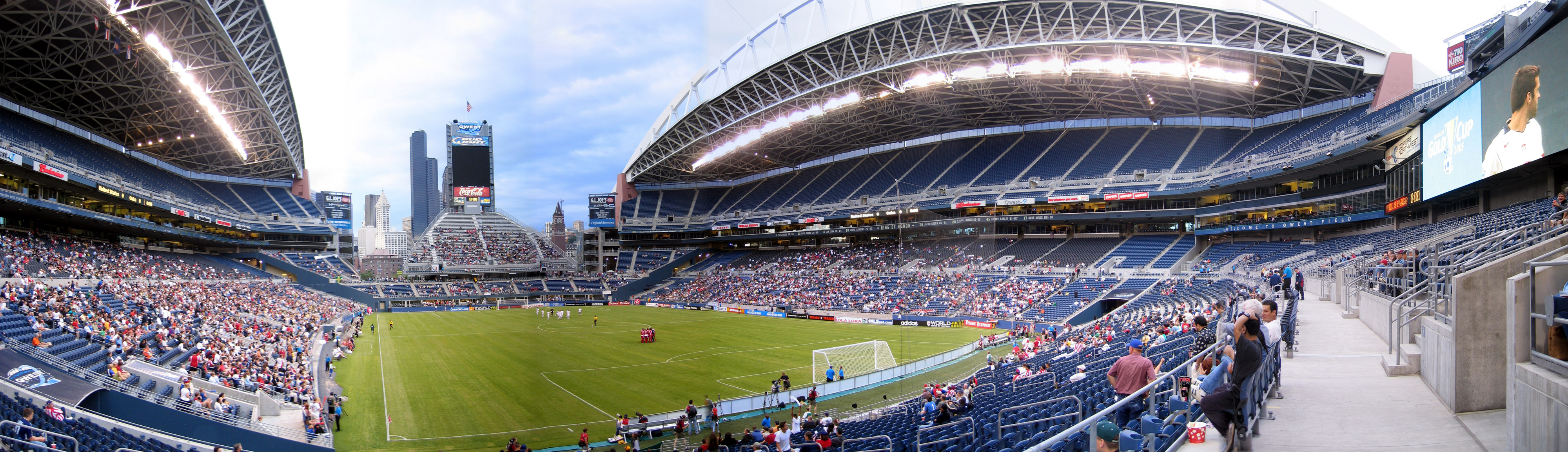
Os estádios de futebol americano podem ser facilmente convertidos.

A Federação de Futebol dos Estados Unidos anunciou em Fevereiro de 2007 a intenção de lançar uma candidatura para o Mundial de 2018 anunciando também a organização de um comité de candidatura. Apesar da cultura futebolística não estar bem vincada nos EUA como no resto do planeta (o desporto mais praticado e mais divulgado naquele país é o futebol americano), os Estados Unidos já organizaram o Campeonato do Mundo de Futebol de 1994, quase todas as edições do Campeonato de Ouro da CONCACAF e as edições de 1999 e de 2003 do Campeonato do Mundo de Futebol Feminino.
O vice-presidente da FIFA anunciou que quer trazer de volta à CONCACAF. A 28 de Janeiro de 2009, a Federação de Futebol dos Estados Unidos anunciou oficialmente a sua candidatura para a organização do evento internacional.
Os estádios de futebol americano norte-americano podem ser facilmente convertidos para os formatos exigidos pelo futebol associação.

### Inglaterra
A Inglaterra, dada a cultura futebolística estar bem vincada e ter uma economia forte, é uma das potenciais candidatas para receber um Mundial.
Em 31 de Outubro de 2007, a Associação Inglesa de Futebol anunciou oficialmente a sua intenção de organizar um Mundial, preferencialmente o de 2018.
 Em 24 de Abril de 2008 a Inglaterra finalizou um documento de 63 páginas com a proposta para sediar a Copa do Mundo de 2018, focando no desenvolvimento do futebol mundialmente. Em 27 de Janeiro de 2009, a Inglaterra apresentou oficialmente a sua candidatura junto da FIFA.
Richard Caborn é o presidente-responsável da candidatura para o ano de 2018 depois de deixar o cargo de Ministro dos Desportos. Em 24 de Outubro de 2008, a Associação de Futebol nomeou o grupo executivo da candidatura, com David Triesman como presidente. No entanto, Triesman demitiu em 16 de Maio de 2010 depois de ver publicados os seus comentários em que referia que a Espanha viria a desistir do concurso se a Rússia subornaria os árbitros durante o Mundial de 2010, e foi substituído por Geoff Thompson.
O governo britânico anunciou o seu apoio em Novembro de 2005. Porém, antes da intenção oficial de ajuda, o governo britânico anunciara que viria a analisar o caso. Nesse mesmo mês, a Associação de Futebol afirmou que irá receber apoio do governo sem no entanto receber quaisquer detalhes.
A FIFA mostrou interesse nesta candidatura uninacional onde os pontos fortes desta candidatura são a economia saudável do país, bem como as infra-estruturas que serão disponibilizadas após os Jogos Olímpicos de 2012. Na História desportiva do país, estão registadas o Campeonato Mundial de 1966 e o Euro 96.

### Japão
Semelhantemente à Coreia do Sul, o Japão candidata-se sozinho para a organização do Campeonato do Mundo de Futebol em 2022, ao contrário do sucedido em 2002. Aplica-se o mesmo aspecto negativo em relação à Coreia do Sul em que ambos os países já receberam recentemente um campeonato do Mundo.
Apesar do Japão também não possuir um estádio com capacidade para 80 mil pessoas, está planeado um estádio para 100 mil pessoas caso seja seleccionado, recuperando assim o projecto de construção de um estádio olímpico que foi entretanto cancelado após o país perder a organização dos Jogos Olímpicos de 2016 para o Brasil. Já o vice-presidente da Federação Nipónica de Futebol tinha admitido que caso o Japão não viria a receber os Jogo Olímpicos de 2016, muito dificilmente viria a receber um campeonato em 2018 ou 2022.
Com o crescer dos rumores que o Mundial irá regressar para a Europa em 2018, o país desistiu para aquele ano, concentrando-se para o ano de 2022.

### Rússia
A Rússia anunciou o seu interesse em organizar um Mundial no início do ano de 2009 e conseguiu submeter o seu pedido a tempo.
 Vladimir Putin afirmou oficialmente o interesse e nomeou um antigo ministro do Desporto para liderar a comissão. De acordo com o governo federal da Rússia, o país está disponível a gastar mais de 10 bilhões de dólares americanos para ajudar a organizar o campeonato.
Catorze cidades estão incluídas na candidatura e estão divididas em quatro clusters: a parte norte centralizada em São Petersburgo, a parte central centralizada em Moscovo, a parte sul centralizada em Sóchi e a parte do rio Volga. Apenas uma cidade estará na Rússia asiática: Ecaterimburgo. As outras cidades serão, Kaliningrado, Rostov, Iaroslavl, Nijni Novgorod, Cazã, Saransk, Samara,Sóchi e Volgogrado. O país não possui um estádio com mínimo capacidade para 80.000 pessoas, mas o Estádio Lujniki (antigo Estádio Lênin) em Moscovo, considerado um estádio de elite pela UEFA, tem uma capacidade para 78 mil pessoas e pode ser facilmente ampliado para atingir tal número, de acordo com o prefeito da cidade. Um aspecto positivo desta candidatura são as infraestruturas que estarão disponíveis após os Jogos Olímpicos de Inverno de 2014 e a Universíada de Verão de 2013.
Esta candidatura foi assim escolhida e a Rússia será o país anfitrião em 2018.

## Candidaturas canceladas

### Indonésia
Em Janeiro de 2009, a Federação de Futebol da Indonésia confirmou a intenção de se candidatar para organizar o campeonato do Mundo de 2022 com o suporte do governo.

A campanha da organização incluía 1 bilhão de dólares americanos para construir infra-estruturas, para além dos estádios de modo a cumprir os requisitos da FIFA. Tais fundos teriam como origem, o poder local. Durante a apresentação da campanha, o presidente da federação indonésia de futebol acreditava na aprovação do projecto, embora as condições em que se encontram as fracas infra-estruturas do país. O presidente propôs um mundial de 2022 mais amigo do ambiente de modo a poder responder às exigências ambientais mundiais.
Em Março de 2009, a FIFA decidiu cancelar a participação da Indonésia pois o governo afirmou que não teria condições para apoiar as construções exigidas pela Federação e teria que se virar para a ajuda da população local.

### México
Em janeiro de 2009, a Federação Mexicana de Futebol pediu à FIFA para sediar a Copa de 2018 ou de 2022, com base na sua experiência em organizar as Copas do Mundo de 1970 e 1986, além de ter um grande amor ao futebol. No entanto, em 28 de setembro daquele ano, Decio de María, secretário técnico da Federação, indeferiu o direito de sediar a Copa do Mundo de 2018 e 2022 devido à falta de fundos suficientes no país para suportar os custos do evento.

## Controvérsias

### Denúncia de compra de votos
O presidente do Bayern de Munique, Uli Hoeness, disse que o então presidente da FIFA, Joseph Blatter, "perdeu o controle" da entidade e que "é um escândalo como as coisas são executadas lá (na FIFA). Aparentemente, uma candidatura hoje em dia só pode ser bem sucedida se os pagamentos forem feitos sob a mesa. Um escândalo vem nos calcanhares de outro."
Em 10 de maio de 2011, o ex-chefe de licitação da candidatura "Inglaterra 2018", Lord Treisman, disse a um comitê seleto da Câmara dos Comuns do Reino Unido que quatro membros do comitê da FIFA se aproximaram dele pedindo várias coisas em troca de votos. Entre os acusados estão o vice-presidente da FIFA, Jack Warner, acusado de pedir 2,5 milhões de dólares para projetos, e Nicolás Leoz, que alegadamente pediu para ser nomeado cavaleiro. Em novembro de 2010, um documentário transmitido pela BBC alegou que os funcionários da FIFA que votaram nas propostas da Copa do Mundo receberam grandes subornos entre 1989 e 1999, que a FIFA não havia investigado e que a FIFA exige que os países licitantes concordem em promulgar leis especiais que concedem à FIFA benefícios fiscais.
Também em 10 de maio de 2011, o The Sunday Times informou que dois membros do comitê, Issa Hayatou e Jacques Anouma receberam 1,5 milhão de dólares em troca de seus votos a favor do Qatar. A FIFA solicitou ver a evidência das alegações. Em 30 de maio de 2011, Blatter rejeitou a prova em uma coletiva de imprensa, enquanto Jack Warner, que havia sido suspenso naquele dia por violações de ética separadas na pendência de uma investigação, vazou um e-mail do secretário-geral da FIFA, Jérôme Valcke, que sugeriu que o Qatar tinha "comprado" os direitos de sediar a Copa do Mundo FIFA de 2022. Mais tarde, Valcke emitiu uma declaração negando que ele sugeriu que era suborno, dizendo, em vez disso, que o país "usou seu músculo financeiro para pressionar pelo apoio". Funcionários do Qatar negaram qualquer inconveniência. Theo Zwanziger, presidente da Federação Alemã de Futebol, também convocou a FIFA para reexaminar a atribuição da Copa ao Qatar. Em fevereiro de 2011, Blatter admitiu que as equipes das candidaturas da Espanha e do Qatar tentaram negociar votos, "mas não funcionou".
Em 2012, a denunciante no centro das alegações revelou-se mais tarde como Phaedra Almajid, que afirmou ter fabricado as reivindicações de corrupção para se vingar da oferta qatariana depois de ter sido demitido de seu trabalho de campanha na equipe. Ela assinou uma declaração jurada e afirmou que ela decidiu publicar sua admissão porque suas "mentiras tinham ido longe demais". A FIFA confirmou o recebimento de um e-mail de Almajid afirmando sua retração. Apesar de ter reivindicado inicialmente que o presidente da Confederação Africana de Futebol, Issa Hayatou, o membro da FIFA da Costa do Marfim, Jacques Anomua, e o ex-funcionário da Nigéria, Amos Adamu, receberam 1,5 milhão de dólares para votar no Qatar, Almajid afirmou: "Não posso te dizer o quanto estou triste. Eu tenho prejudicado a reputação de três membros da Fifa, eu manchei a reputação deles e, o mais importante, machuquei meus colegas do Qatar". Ela também enfatizou que não tinha sido pressionada pela equipe da candidatura do Qatar ou por qualquer outra pessoa para fazer uma retração. John Whittingdale, presidente do comitê seleto da Câmara dos Comuns para cultura, mídia e esporte, tomou a decisão de publicar as alegações contra o Qatar e os três membros do comitê executivo, apesar desta retração.
As alegações de corrupção nos processos de licitação para as Copas do Mundo de 2018 e 2022 causaram ameaças da The Football Association da Inglaterra para boicotar o torneio. A FIFA nomeou Michael J. Garcia, advogado dos Estados Unidos, para investigar e produzir um relatório (o Relatório Garcia) sobre as alegações de corrupção. Embora o relatório nunca tenha sido publicado, a FIFA divulgou um resumo de 42 páginas de suas descobertas, conforme determinado pelo juiz alemão Hans-Joachim Eckert. O resumo de Eckert livra a Rússia e o Qatar de qualquer irregularidade, mas foi denunciado pelos críticos como parcial. Garcia criticou o resumo como sendo "materialmente incompleto" com "representações errôneas e conclusões dos fatos" e apelou ao Comitê de Recurso da FIFA. O comitê se recusou a ouvir seu recurso, então Garcia renunciou em protesto contra a conduta da FIFA, citando uma "falta de liderança" e falta de confiança na independência de Eckert.
Em 3 de junho de 2015, o FBI confirmou que as autoridades federais estavam investigando os processos de licitação e adjudicação para as Copas do Mundo de 2018 e 2022. Em uma entrevista publicada em 7 de junho de 2015, Domenico Scala, chefe do Comitê de Auditoria e Cumprimento da FIFA, declarou que "deveria haver evidências de que as eleições do Qatar e da Rússia aconteceram apenas por causa de votos comprados, então os escolhas poderiam ser canceladas".